# Les Gracques
Les Gracques este o piesă de teatru neterminată de Jean Giraudoux publicată după moartea autorului.

## Producții originale
Les Gracques a fost publicată postum în 1958 de Editions Grasset împreună cu romanul La Menteuse.